# 経営事項審査
経営事項審査（けいえいじこうしんさ）とは、日本の建設業において、公共工事の入札に参加する建設業者の企業規模・経営状況などの客観事項を数値化した、建設業法に規定する審査。略して経審（けいしん）とも呼ばれる。

## 概要
- 経営事項審査とは、建設業法（昭和24年5月24日法律第100号）第4章の2に定める「建設業者の経営に関する事項の審査等」のことである。同法第27条の23では第1項で「公共性のある施設又は工作物に関する建設工事で政令で定めるものを発注者から直接請け負おうとする建設業者は、国土交通省令で定めるところにより、その経営に関する客観的事項について審査を受けなければならない。」と規定され、第2項では経営事項審査は、「経営状況」及び「経営規模等」（経営規模、技術的能力、その他の客観的事項）について数値による評価をすることにより行う」と規定している。また、第3項では「経営事項審査の項目及び基準は、中央建設業審議会の意見を聴いて国土交通大臣が定める。」と規定しており、制度改正には必ず中央建設業審議会（中建審）が開催される。

「経営状況」の分析は国土交通大臣の登録を受けた者（登録経営状況分析機関）が行う。一方、「経営規模等」の評価は国土交通大臣又は都道府県知事が行う。

### 経営事項審査を必要とする工事
建設業法第27条の23第1項における「公共性のある施設又は工作物に関する建設工事で政令で定めるもの」については、建設業法施行令第27条の13で定められている。
同令における「これらに準ずるものとして国土交通省令で定める法人」については、建設業法施行規則第18条で定められている。

### 手順
①建設業者が登録経営状況分析機関に対し経営状況分析申請を行い、登録経営状況分析機関は経営状況分析を行ったときは、遅滞なく、当該経営状況分析の申請をした建設業者に対して、当該経営状況分析の結果に係る数値を通知（具体的には「経営状況分析結果通知書」を交付）
②建設業者が国土交通大臣又は都道府県知事（審査行政庁）に対し経営規模等評価申請を行い、審査行政庁は経営規模等評価を行ったときは、遅滞なく、当該経営規模等評価の申請をした建設業者に対して、当該経営規模等評価の結果に係る数値を通知（具体的には「経営規模等評価結果通知書」を交付）
③建設業者が審査行政庁に対し、総合評定値の請求を行う。ただし、建設業者は①で通知された経営状況分析の結果に係る数値を自社の建設業の許可をした国土交通大臣又は都道府県知事（許可行政庁）に提出しなければならない。審査行政庁は、経営規模等評価の申請をした建設業者から請求があったときは、遅滞なく、当該建設業者に対して、総合評定値（客観的事項の全体についての総合的な評定の結果に係る数値）を通知（具体的には「総合評定値通知書」を交付）
④審査行政庁は、公共工事の発注者（発注行政庁）から請求があつたときは、遅滞なく、当該発注者に対して、当該建設業者の総合評定値（当該発注者から当該建設業者の「経営状況分析」に係る数値及び「経営規模等評価」に係る数値の請求があった場合は、これらの数値を含む。）を通知。ただし、当該業者が総合評定値の請求をしていない場合は、審査行政庁は「経営状況分析」に係る数値を持っていないため、「経営規模等評価」に係る数値のみを通知すればよい。
となる。よって、建設業者は「経営状況分析」のみの受審でもよいし、「総合評定値」を請求しなくてもよいのだが、ほぼすべての発注者における入札参加資格審査申請では総合評定値を求められるため、実際はほぼすべての申請業者は③まで行う。また、②と③は同時進行で行われ、審査行政庁から交付される「通知書」も一体化している。なお、この「通知書」は下部に（参考）として「経営状況分析」に係る数値も掲載しているため、この「通知書」だけで、経営状況分析を含む経営事項審査全体の審査結果が把握できる。
公共工事を受注したい建設業者はこの経営事項審査を受けることが義務付けられている。有効期間は審査基準日（通常は決算日）から1年7箇月間。また、有効期間内に審査事項が変更になった場合、再審査を受けないと不利益をこうむることがある。
- この経審の総合評定値を客観点とし、これに各官庁・地方自治体等の独自の基準（主観点）を加えた総合点数で、入札ランクを決定する官庁・地方自治体等がほとんどである。
- 審査行政庁（国土交通大臣又は都道府県知事）が定めた添付書類（裏付け資料）を基に審査され、ペーパーカンパニーや暴力団関連の建設業者、いわゆる不良不適格業者を排除する仕組みを取り入れている。
- 審査は、審査基準日における下記に列挙する項目を評価する。審査を申請する日に審査事項が改善していても、審査基準日においての状況で判断する。
- 経審は、建設業許可を取得している企業しか受けることができない。したがって、建設業許可の取得のための審査ではなく、公共工事の受注を希望する建設業許可業者が、各官庁・地方自治体等の入札参加資格審査を受けるためのものである。
- 原則、審査基準日の内容1回だけだが、建設業の業種追加で許可を受けたときなど追加業種について、再度、経営事項審査を受審することが可能。ただし、審査手数料は、追加分だけでなくすべての業種数で計算される。すでに受審済みの分の数値などは変更にならない（例3業種受審し、建設業許可を業種追加し1業種追加するなどの場合は4業種分の手数料が必要になる）。

### 審査項目
総合評定値=P点を一定の計算式によって申請業種ごとに出す。計算式と要素は下記のとおり。
P={\displaystyle 0.25\times X_{1}+0.15\times X_{2}+0.2\times Y+0.25\times Z+0.15\times W}
- 工事種類別年間平均完成工事高評点 （{\displaystyle X_{1}}）
申請した工事種類ごとに算出。2年平均（激変緩和措置により3年平均を選択することも可）。
- 自己資本額及び平均利益額 （{\displaystyle X_{2}}）
自己資本額は、基準決算における純資産合計（激変緩和措置により2期平均を選択することも可）の絶対額で審査される。平均利益額は、利払前税引前償却前利益の2年平均の額で審査される。利払前税引前償却前利益とはEBITDA（イービットディーエー）のことで、経審では営業利益の額に減価償却実施額を加えたものと定義しており、2年平均の額をもって審査される。
- 建設業種類別技術職員数及び工事種類別年間平均元請完成工事高評点 （{\displaystyle Z}）
技術職員数評点は、申請した建設業の種類ごとに審査基準日現在の人数で算出する。評価対象技術者と点数は、監理技術者[注 2]である1級技術者[注 3]が6点、それ以外の1級技術者が5点、主任技術者である1級施工管理技士補が4点、登録基幹技能者が3点、2級技術者[注 4]が2点、その他の技術者[注 5]が1点である。ただし、一人の職員につき技術職員として申請できる建設業の種類の数は2つまでである。
工事の種類別年間平均元請完成工事高評点は、申請した工事種類ごとに算出。2年平均(激変緩和措置により3年平均を選択することも可)。激変緩和措置については、X1において選択したものと同じパターンが自動的に適用される。
- 経営状況評点 （{\displaystyle Y})
決算書の財務内容を数値化する。

| 項目           | 指標名                               | 分子 | 分母              | 上限値    | 下限値    | 意味 |
| -------------- | ------------------------------------ | --- | ----------------- | --------- | --------- | --- |
| 負債抵抗力指標 | 純支払利息比率(Y1)                   | 支払利息－受取利息配当金                                                                                                  | 売上高×100        | -0.3%     | 5.1%      | 収入に占める実質的な金利負担の割合（低いほど良い） |
| 負債抵抗力指標 | 負債回転期間(Y2)                     | 流動負債＋固定負債 | 売上高÷12         | 0.9か月   | 18.0か月  | 期末の負債総額が何か月分の売上高に相当するか（低いほど良い） |
| 収益性・効率性 | 総資本売上総利益率(Y3)               | 売上総利益 | 総資本（2期平均） | 63.6%     | 6.5%      | 調達した資金によって、主に工事現場でどれくらいの利益を残せたか。ただし、2期平均の額が3000万円未満の場合は3000万円とみなす。                                                 |
| 収益性・効率性 | 売上高経常利益率(Y4)                 | 経常利益 | 売上高×100        | 5.1%      | -8.5%     | 売上高から、現場の経費、販管費、財務活動（利息の受け払い）も加味して、どれくらい利益を残せたか                                                                              |
| 財務健全性     | 自己資本対固定資本比率(Y5)           | 自己資本 | 固定資産×100      | 350.0%    | -76.5%    | 固定資産を自己資本で調達しているか |
| 財務健全性     | 自己資本比率(Y6)                     | 自己資本 | 総資本×100        | 68.5%     | -68.6%    | 自己資本の充実具合 |
| 絶対的力量     | 営業キャッシュ・フロー（絶対額）(Y7) | 経常利益＋減価償却実施額－法人税、住民税及び事業税±引当金増減額∓売掛債権増減額±仕入債務増減額∓棚卸資産増減額±受入金増減額 | 1億               | 15.0億円  | -10.0億円 | いくらのキャッシュを1年間で生み出せるのか（1億円単位）。ただし、分子は2年平均。分母は千円単位であれば100000、百万円単位であれば1000。                                       |
| 絶対的力量     | 利益剰余金（絶対額）(Y8)             | 利益剰余金 | 1億               | 100.0億円 | -3.0億円  | 利益の蓄積、すなわち利益の内部留保の絶対規模（1億円単位）。ただし、個人の場合は、利益剰余金を純資産合計と読み替える。分母は千円単位であれば100000、百万円単位であれば1000。 |

以上の8指標を次の算式に当てはめ、経営状況点数（A）を算出する。
経営状況点数（A）=(-0.4650×Y1)-(0.0508×Y2)+(0.0264×Y3)+(0.0277×Y4)+(0.0011×Y5)+(0.0089×Y6)+(0.0818×Y7)+(0.0172×Y8)+0.1906
このAを他の指標（X1、X2、Z、W）と評点の桁や平均の水準を合わせるために、Yに変換するものが次の式である。
経営状況評点（Y）=167.3×A+583（Yが0点未満の場合は0点とみなす）
この結果、Yの最高点は1595点、最低点は0点となる。
- その他の審査項目(社会性等)評点 （{\displaystyle W}）
雇用保険加入の有無（減点項目）[注 6]、健康保険及び厚生年金保険加入の有無（減点項目）[注 6]、建設業退職金共済制度加入の有無、退職一時金制度又は企業年金制度導入の有無、法定外労働災害補償制度加入の有無、若年技術者（35歳未満）の育成及び確保の状況、技術者[注 7]と技能者[注 8]の知識及び技術又は技能の向上、女性活躍推進法に基づく認定の有無、次世代法に基づく認定の有無、若年雇用促進法に基づく認定の有無、CCUSの活用状況、営業年数、防災協定の締結の有無、営業停止処分・指示処分の有無、監査の受審状況、公認会計士[注 9]の数、税理士[注 10]の数、建設業経理士（1級・2級）[注 11]の数、研究開発費、建設機械の保有台数、ISO9001・ISO14001・エコアクション21の登録状況で評価する。
営業年数だけは黙っていても増えるが、逆に言えば長く経営していることだけで評価されることになる（ただし、35年で60点が上限）。このほか、平成18年5月改正で防災活動への貢献の状況が追加された。これは、国・地方公共団体等と災害時における防災活動について定めた防災協定を締結している建設企業に対し15点加算されるもの。通常は、建設業協会等の業界団体が締結していることが多いため、その会員企業であれば加点評価される。このほか、2008年4月改正で法令順守の状況が追加され、営業停止は30点減点、指示処分は15点減点になった。

### 登録経営状況分析機関
経営状況分析 （{\displaystyle Y}）の審査機関は、財団法人建設業情報管理センター（CIIC）が、1988年7月以降、国の唯一の指定経営状況分析機関として行っていたが、公益法人制度改革の一環で2004年3月に指定制度から登録制度に変更となり、以後民間開放されている。
●登録経営状況分析機関一覧(平成26年11月現在）
1. 財団法人建設業情報管理センター
2. 株式会社マネージメント・データ・リサーチ
3. 欠番
4. ワイズ公共データシステム株式会社
5. 株式会社九州経営情報分析センター
6. 欠番
7. 株式会社北海道経営情報センター
8. 株式会社ネットコア
9. 株式会社経営状況分析センター
10. 経営状況分析センター西日本株式会社
11. 株式会社日本建設業経営分析センター
12. 欠番
13. 欠番
14. 欠番
15. 欠番
16. 欠番
17. 欠番
18. 欠番
19. 欠番
20. 欠番
21. 株式会社建設システム
22. 株式会社建設業経営情報分析センター

### 公表
公共工事入札参加希望者選定手続の透明性の一層の向上による公正さの確保、企業情報の開示や相互監視による虚偽申請の抑止力の活用といった観点から、1998年7月1日に申請された新しい審査基準による経営事項審査の結果から公表することになり、CIICでは、同年9月1日から本部に閲覧所を開設し、大臣許可業者の経審結果を皮切りに順次、知事許可業者についても閲覧及びコピーサービスを実施していた。2009年3月31日に本部閲覧所での経審結果の閲覧及びコピーサービスは終了したものの、CIICのWebサイトでは引き続き経審結果が公表されている。公表する内容は、申請した建設業者本人に通知された内容と同様、総合評定値及び完成工事高等の審査項目ごとの数値・評点とし、経営事項審査の結果通知書の写しとなっている。また、他の複数の登録経営状況分析機関のWebサイトでも、各申請者に対する結果通知書の写しを公表している。
- 財団法人建設業情報管理センター
- 建通新聞社電子版
- 経審トレンド5 (ワイズ公共データシステム)

## 評点アップ
建設業者は受注ランクが上がるのを目指して、経営事項審査の総合評定値（P）を上げるために技術職員を多数抱えたり完工高を増やしたりすることを目論むが、無駄な経費や無理な受注は利益を圧迫するので、バランスの取れた会社でないと評点が上がらない仕組みになっている。これが、ペーパーカンパニーの排除につながり、技術力のない会社の排除となっている。

## 虚偽申請
評点アップのために、完成工事高や技術職員数の水増し、粉飾決算などの虚偽申請が後を絶たない。これに対し、国土交通省と都道府県の建設業許可行政庁では、虚偽申請を行っていた場合の30日以上の営業停止処分をすることになっている。また、Wの「監査の受審状況」において加点されていた企業の場合で、かつ監査の受審対象となった財務諸表等に虚偽があった場合は45日以上の営業停止処分となる。

## 経緯
- 1949年　建設業法施行
- 1950年　経営事項審査の前身ともいうべき「工事施工能力審査」が、主要発注機関によって行われる
- 1961年　建設業法改正により「建設業者の経営に関する事項の審査等」（第四章の二）を追加
- 1962年　法制化を受け総合評点の算出方法を変更
- 1973年　名称を「経営事項審査」に改める
- 1980年　年間平均完成工事高を細分化
- 1988年
現在のXYZの設定
（財）建設業情報管理センターをY点の分析機関に指定
- 1994年
審査項目Wの追加
係数の変更
受審の義務化
- 1996年　Wのうち、工事安全成績の変更
- 1998年
激変緩和措置導入
X1,Zの引き下げ
Yの引き上げ
結果の公表
- 1999年　Y全面改正(12指標中9指標を入替)
- 2002年
X1引き上げ
Wに企業年金制度の追加
- 2003年　X1線形式化
- 2004年
Y分析機関の民間開放(登録制へ)
P点を総合評定値に改め、算出の任意化
申請様式の変更(A4サイズ)
- 2008年
評価内容を全面改正
X1について、ウエイトを0.35から0.25に引き下げ、上限を2000億円から1000億円に引き下げ、評点幅の下限を580点から390点に引き下げ
X2について、ウエイトを0.1から0.15に引き上げ、職員数の評価項目を廃止し、新たに利払前税引前償却前利益を評価項目として追加、自己資本額及び利払前税引前償却前利益を絶対額で評価
Yについて、12指標を全面的に見直し、8指標による評価体系を設定
Zについて、ウエイトを0.2から0.25に引き上げ、新たに元請完工高を評価項目に追加、新たに基幹技能者を評価、1人の技術職員を複数業種でカウントすることを制限（1人2業種まで）、技術職員について2期平均を採用する激変緩和措置を廃止
Wについて、評価項目及び各項目の加点・減点幅を見直し、評点幅を0点～987点を0点～1750点に拡大